# François Baratte
Pour les articles homonymes, voir Baratte (homonymie).
François Baratte, né le 17 février 1947 à Paris, est un universitaire, historien et archéologue français spécialiste de l'Antiquité tardive. Il est professeur émérite à l'université Paris IV-Sorbonne.  

## Biographie
Ancien membre de l’École française de Rome, il commence sa carrière universitaire en étant assistant en archéologie romaine à l'université de Lille (1969-1970). Il consacre sa thèse, dont le directeur est Noël Duval, soutenue en 1990, à l'étude de la vaisselle d'argent en Gaule dans l’antiquité tardive. Il est conservateur au département des Antiquités grecques et romaines du Musée du Louvre, nommé conservateur en chef en 1990. Il est professeur d’archéologie romaine à l'École du Louvre de 1976 à 1995 et, depuis 1992, professeur d’archéologie de l’Antiquité tardive à l'université Paris IV-Sorbonne. De 2002 à 2006 il dirige l’UFR d’Histoire de l’Art et d'Archéologie de l’université de Paris-IV et il est directeur-adjoint de l’Unité mixte de recherche (UMR), Orient et Méditerranée, ensemble pluridisciplinaire regroupant historiens, historiens de l’art, archéologues et spécialistes des textes. 
Il participe à diverses instances impliquées dans le champ de l'archéologie : vice-président du Conseil National de la Recherche Archéologique ; membre du conseil scientifique de l’Institut National de Recherche en Archéologie Préventive (INRAP) ; membre du Comité des Travaux historiques, vice-président de la section d’archéologie et d’histoire de l’art (1996-2000) ; président de la section d’histoire et d’archéologie des civilisations antiques (2002-2007). Il est également président de l’Association des professeurs d’archéologie et d’histoire de l’art des Universités (1996-2000), président de l'Association internationale pour l'Antiquité tardive (2000-2008), membre de la Société française d’archéologie classique, de la Société nationale des antiquaires de France et membre correspondant de l'Institut archéologique allemand.    
Parallèlement il est, au cours de sa carrière, membre ou directeur de plusieurs missions archéologiques à l'étranger, dont : la Mission archéologique française en Yougoslavie (fouilles de Sirmium et de Caričin Grad) (1971-1978) ; la Mission archéologique belge d'Apamée de Syrie (1977-2000) ; la Mission archéologique française à Haïdra/Ammaedara (Tunisie) du Ministère des Affaires Étrangères (membre depuis 1969 et directeur en 1992).
Il est en outre membre du comité de lecture de plusieurs revues scientifiques dont : Antiquité tardive, Antiquités africaines, Revue numismatique, Revue des études anciennes. Il est rédacteur en chef de la Revue des Musées de France et de la Revue archéologique, dans laquelle il succède à Marie-Christine Hellmann, décédée en 2017. En 2022, il est élu membre correspondant de l'Académie des inscriptions et belles-lettres,. 
Il a notamment rédiger de nombreux articles sur l'empire et le monde romain, dont des essais historiographiques pour la revue Perspective,,. 

## Publications

### Ouvrages
- Les ruines de Sufetula-Sbeitla, (avec Noël Duval),  Tunis, Société tunisienne de diffusion, 1973[8]
- Haïdra, les ruines d'Ammaedara (avec N. Duval), Tunis, Société tunisienne de diffusion, 1974
- Haidra. La mosaïque d’Ulysse. La mosaïque fleurie sous la basilique I, Paris, De Boccard, 1974[9]
- Catalogue raisonné des mosaïques romaines et paléochrétiennes du Louvre (avec N. Duval), Paris, Réunion des Musées Nationaux, 1976
- Peintures et mosaïques romaines, Paris, Réunion des Musées Nationaux, 1977
- Haïdra II, L’église I dite de Melléus (avec N. Duval), Paris, Collection de l'École française de Rome, 1981
- Le trésor d'argenterie gallo-romaine de Notre-Dame d'Alençon, Paris, CNRS, 1981
- Orfèvrerie gallo-romaine: le trésor de Rethel (avec Françoise Beck), Paris, Picard, 1988
- La maison romaine et la vie quotidienne, Paris, Réunion des Musées Nationaux, 1988
- Catalogue des sarcophages en pierre d'époques romaine et paléochrétienne (avec Catherine Metzger), Paris, Réunion des Musées Nationaux, 1991
- La vaisselle d'argent en Gaule dans l'Antiquité tardive (IIIe – Ve siècles), Paris, De Boccard, 1993
- L'Art de l'Antiquité [sous la dir. de], Paris, Réunion des Musées Nationaux, 1997
- Trésors archéologiques du nord de la France [sous la dir. de], Paris, Réunion des Musées Nationaux, 1997
- Le trésor de Vaise à Lyon (Rhône) (avec Gérard Aubin, Jean-Paul Lascoux et Catherine Metzger), Lyon, Service régional de l'archéologie, 1999
- Trésor de Carthage : Contribution à l'étude de l'orfèvrerie de l'Antiquité tardive, Paris, CNRS, 2002
- Recherches archéologiques à Haïdra [sous la dir. de], Rome, Collection de l'École française de Rome,  2009
- Autour du trésor de Mâcon : Luxe et quotidien en Gaule romaine [sous la dir. de], Paris, Institut de Recherche du Val de Saône-Mâconnais, 2007
- Des Domus Ecclesiae aux palais épiscopaux [sous la dir. de], Turnhout, Brepols, 2009
- Recherches archéologiques à Haïdra : La basilique II dite de Candidus ou des martyrs de la persécution de Dioclétien (avec N. Duval, Jean-Claude Golvin et Fathi Béjaoui), Rome, Collection de l'École française de Rome,  2011
- L'art romain,  Paris, Réunion des Musées Nationaux, 2011
- L'Afrique romaine (Tripolitaine et Tunisie), Paris, Picard, 2012
- Regards croisés d'Orient et d'Occident : Les barrages dans l'Antiquité tardive [sous la dir. de], Paris, De Boccard, 2013

- Basiliques chrétiennes d’Afrique du Nord. II, Monuments de la Tunisie (avec Fathi Bejaoui), Bordeaux, Ausonius, 2014
- Architecture et décor dans l'Orient chrétien (IVe – VIIIe siècle) [sous la dir. de], Paris, De Boccard, 2016
- Du culte aux sanctuaires : L'architecture religieuse dans l'Afrique romaine et byzantine [sous la dir. de], Paris, De Boccard, 2017.
- Les « salles à auges ». Des édifices controversés de l’Antiquité tardive entre Afrique et Proche-Orient [sous la dir. de], Madrid, Casa de Velázquez, 2022.
- Aedes Memoriae. Actes de la Journée d’étude en mémoire du professeur Noël Duval [sous la dir. de], Turnhout, Brepols, 2024.
- L'argenterie romaine de Jabučje (Serbie) (avec Ivana Popović et Deana Ratković), Belgrade, Musée National de Belgrade, 2024.

### Articles
- Avec Jean-Michel Carrié, Walter Pohl et Gisela Ripoll, « Une question en débat : la transformation du monde romain et le rôle des barbares », Perspective, 1 | 2008, 19-28 [Mis en ligne le 31 mars 2018, consulté le 28 janvier 2022. URL : http://journals.openedition.org/perspective/3489 ; DOI : https://doi.org/10.4000/perspective.3489].
- « Les sarcophages romains : problèmes et certitudes », Perspective, 1 | 2006, 38-54 [ Mis en ligne le 31 mars 2018, consulté le 28 janvier 2022. URL : http://journals.openedition.org/perspective/4123 ; DOI : https://doi.org/10.4000/perspective.4123].
- « Constantin et l’Empire romain au début du ive siècle apr. J.-C. », Perspective, 1 | 2008, 78-83 [Mis en ligne le 31 mars 2018, consulté le 28 janvier 2022. URL : http://journals.openedition.org/perspective/3506 ; DOI : https://doi.org/10.4000/perspective.3506].

## Distinctions

### Décorations
- Chevalier de la Légion d'honneur (2008)[10].
- Chevalier de l'ordre des Palmes académiques [1].
- Chevalier de l'ordre des Arts et des Lettres[1].

### Récompense
- Prix Georges Perrot de l'Acadamie des inscriptions et Belles Lettres (2015)[11].